# NGC 36
NGC 36 är en spiralgalax i stjärnbilden Fiskarna. Den upptäcktes den 25 oktober 1785 av den tysk-brittiska astronomen William Herschel.

### Fotnoter
1. 1 2 3  ”NASA/IPAC Extragalactic Database”. Results for NGC 0036. http://nedwww.ipac.caltech.edu/cgi-bin/nph-objsearch?objname=NGC+36&img_stamp=yes&extend=no. Läst 4 maj 2010.
2. ↑  ”Distance Results for NGC 0036”. NASA/IPAC Extragalactic Database. http://nedwww.ipac.caltech.edu/cgi-bin/nDistance?name=NGC+0036. Läst 4 maj 2010.